# Častkov
Častkov é um município da Eslováquia, situado no distrito de Senica, na região de Trnava. Tem 13,182 km² de área e sua população em 2019 foi estimada em 571 habitantes.

## Demografia
| Ano:        | 1994 | 2004   | 2014   | 2024   |
| ----------- | ---- | ------ | ------ | ------ |
| Broj ljudi: | 594  | 610    | 606    | 550    |
| Razlika:    |      | +2,69% | -0,65% | -9,24% |

| Ano:               | 2023 | 2024   |
| ------------------ | ---- | ------ |
| Número de pessoas: | 559  | 550    |
| Diferença:         |      | -1,61% |